# Marcos Alonso (Fußballspieler, 1959)
Marcos Alonso Peña (* 1. Oktober 1959 in Santander; † 9. Februar 2023) war ein spanischer Fußballspieler und -trainer.

## Karriere

### Jugend
Marcos Alonso spielte in seiner Jugend an der Fußballakademie von Real Madrid, bevor er im Alter von 17 Jahren mit Racing de Santander sein Debüt in der spanischen erstklassigen La Liga gab. Schon in der zweiten Saison gehörte er zur Stammelf des Vereins.

### Profikarriere
Im Jahr 1979 wechselte Alonso zu Atlético Madrid, drei Jahre später zum FC Barcelona. Mit einer Ablösesumme von 150 Millionen Peseten war er der bis dahin teuerste Transfer des Landes. In seinem ersten Jahr bei Barcelona schoss er sechs Tore in 30 Spielen und ein Tor in der Nachspielzeit des Finales des Copa del Rey gegen Real Madrid, das mit einem 2:1-Sieg endete. Eine der größten Niederlagen war für Alonso, dass er zu jenen vier Barça-Spielern gehörte, deren Schüsse der gegnerische Torwart im Elfmeterschießen des Europapokals der Landesmeister 1986 gegen den FC Steaua București hielt.
Nach einem Wechsel zu Atlético Madrid im Jahr 1987 und einer Saison bei CD Logroñés (1989/90) spielte Alonso seine letzte Saison 1991 bei Racing Santander, ehe er mit einer Knieverletzung aufhörte.

### Nationalmannschaft
Alonso bestritt 22 Länderspiele für das spanische Fußballnationalteam. Sein Debüt spielte er am 25. März 1981 beim 2:1 in einem Freundschaftsspiel gegen England. Mit der Nationalmannschaft nahm er auch an der Fußball-Europameisterschaft 1984 in Frankreich teil. Spanien erreichte das Finale, verlor jedoch mit 2:0.

### Trainerkarriere
Ab 1995 war Alonso als Trainer tätig. Er begann bei Rayo Vallecano, wechselte im folgenden Jahr als Trainer zu Santander und 1998 zum Sevilla FC. Im Jahr 2000 wurde er Trainer bei Atlético Madrid, trainierte dann Real Zaragoza, Real Valladolid, den Málaga CF und bis 2008 den FC Granada 74. Im Jahr 2008 setzte er sich zur Ruhe.